# Hofgartenklinik

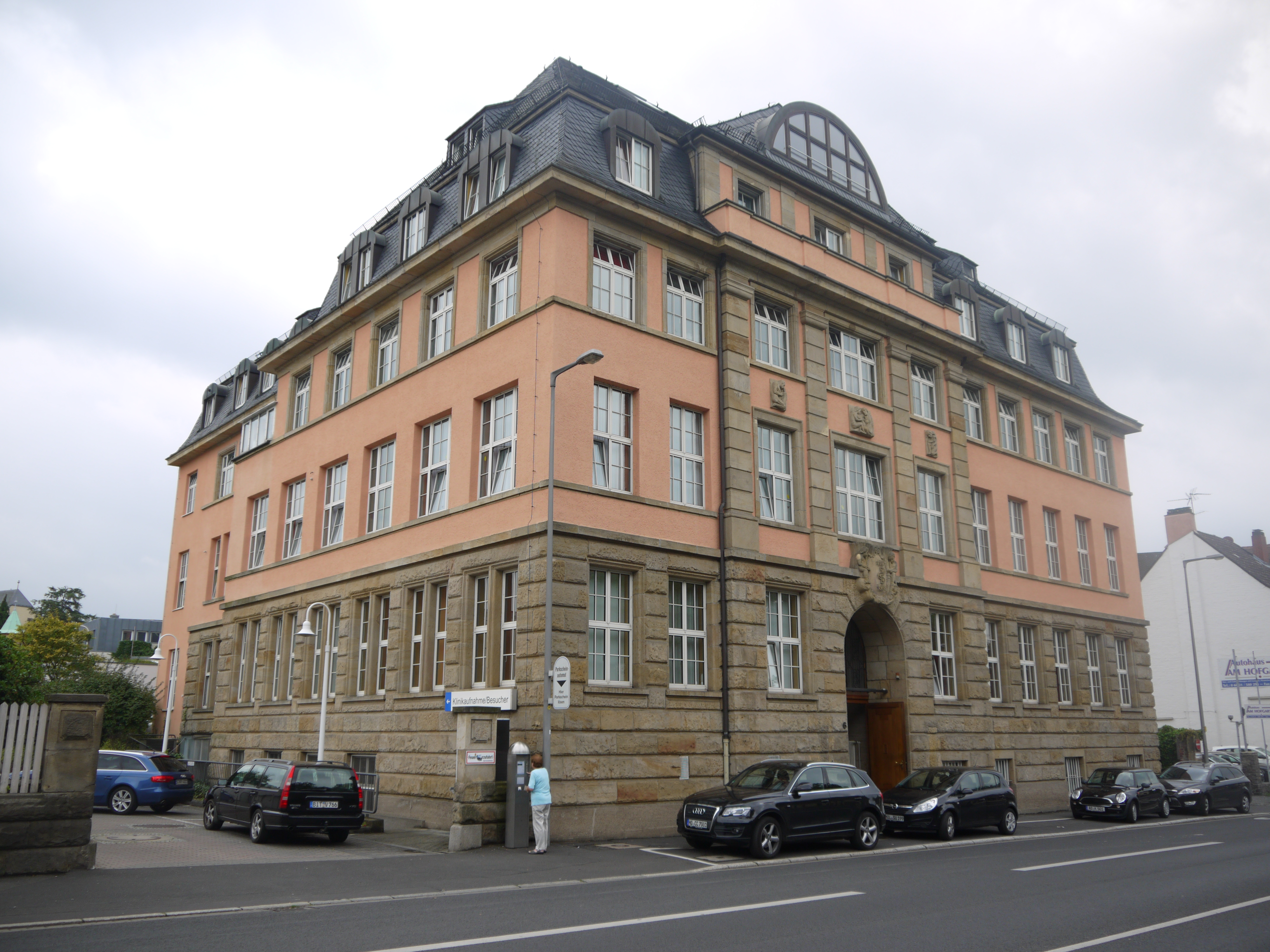
Hofgartenklinik Aschaffenburg

Die Hofgartenklinik ist ein denkmalgeschütztes Bauwerk an der Hofgartenstraße 6 in Aschaffenburg. Das ehemalige Schulgebäude wird heute als Klinik genutzt.

## Geschichte
Das Haus wurde in den Jahren 1910 bis 1912 erbaut und ab 1913 als höhere Mädchenschule des Töchterschulvereins genutzt. Direktor war zunächst Georg Kunkel. 1931 ging die Schule in Konkurs. Die Immobilie wurde dann von dem Mediziner Friedrich Wahlig (1902–1967) gekauft, der sie zu einer chirurgischen Klinik umfunktionierte. Er leitete die Einrichtung bis 1962. In diesem Jahr wurde sie von Günter Bredow übernommen, unter dessen Ägide die erste Unfallklinik Aschaffenburgs eingerichtet wurde. Nach einer umfassenden Sanierung im Jahr 1988 wurde das Gebäude unter Denkmalschutz gestellt; 1990/91 wurden ein Verwaltungstrakt und ein unterirdischer Operationstrakt angebaut. 1994 kaufte ein privater Investor die Klinik und ließ sie als Belegklinik fortführen. 1995/96 wurde das Gebäude komplett saniert und nochmals erweitert. In den Folgejahren entstanden mehrere neue Abteilungen. 2007 wurde die Klinik von der Capiogruppe übernommen, 2020 von Bergman Clinics. Die Klinik verfügt über 65 Betten.